# Sveti Duh (Črnomerec)
Sveti Duh jest ulica i mjesni odbor gradske četvrti Črnomerec u gradu Zagrebu. Ime je dobio po kapeli sv. Duha. U 20. je stoljeću pokraj kapelice izgrađena crkva sv. Antuna Padovanskoga te samostan franjevaca konventualaca. U ulici se još nalaze bolnica Sveti Duh, osnovna škola Pavleka Miškine te dječji vrtić Šumska jagoda. 
Ulica je većim dijelom strma jer se spušta prema Ilici iz smjera Medvedgrada.

## Povijest
Gornji se dio ulice nalazi uz staro selo Čukovići (danas istoimena ulica), koje je u feudalno doba pripadalo Gradecu.

## Promet
Ulicom prolazi gradska autobusna linija 128 koja povezuje Črnomerec s Lukšićima.  
Na raskrižju se Svetoga Duha i Ilice nalazi tramvajska stanica Sveti Duh na kojoj se zaustavljaju gradske tramvajske linije 2, 6 i 11. 